# Faidherbe - Chaligny (métro de Paris)
Faidherbe - Chaligny est une station de la ligne 8 du métro de Paris, située à la limite des 11e et 12e arrondissements de Paris.

## Situation
La station est implantée à la limite administrative entre le quartier Sainte-Marguerite au nord, le quartier de Picpus au sud-est et le quartier des Quinze-Vingts au sud-ouest. Elle se trouve sous la rue du Faubourg-Saint-Antoine le long de la place Mireille-Havet, entre la place du Docteur-Antoine-Béclère et l'intersection avec la rue Faidherbe, la rue de Montreuil, la rue Chaligny et la rue de Reuilly. Orientée selon un axe est-ouest, elle s'intercale entre les stations Ledru-Rollin et Reuilly - Diderot.

## Histoire
La station est ouverte le 5 mai 1931 avec la mise en service du troisième prolongement de la ligne 8, depuis le terminus provisoire de Richelieu - Drouot jusqu'à Porte de Charenton.
Elle doit sa dénomination à sa proximité avec la rue Faidherbe d'une part et la rue Chaligny d'autre part, lesquelles rendent respectivement hommage à Louis Faidherbe (1818-1889), militaire français et gouverneur du Sénégal, ainsi qu'à la famille Chaligny, famille de fondeurs français du XVIe siècle.
Dans le cadre du programme « Renouveau du métro » de la RATP, les couloirs de la station et l'éclairage des quais sont rénovés le 15 juillet 2008.

### Fréquentation
Selon les estimations de la RATP, 3 032 239 voyageurs sont entrés dans cette station en 2019, ce qui la place à la 170e position des stations de métro pour sa fréquentation sur 302,. En 2020, avec la crise du Covid-19, son trafic annuel tombe à 1 570 746 voyageurs, ce qui la classe alors au 166e rang, avant de remonter progressivement en 2021 avec 2 190 416 entrants comptabilisés, ce qui la place à la 160e position des stations du réseau pour sa fréquentation cette année-là.

## Services aux voyageurs

### Accès
La station dispose de trois accès, tous agrémentés d'une balustrade et d'un candélabre en fer forgé dans le style Dervaux des années 1930 :
- L'accès no 1 « Rue Faidherbe - Hôpital Saint-Antoine », constitué d'un escalier fixe doublé d'un escalier mécanique montant, débouchant à l'est de la place Mireille-Havet au droit des nos 1 et 3 de la rue de Montreuil, à proximité de la rue Faidherbe ;
- L'accès no 2 « Rue Chaligny », constitué d'un escalier fixe, se trouvant face au no 31 de la rue précitée, à l'angle avec la rue du Faubourg-Saint-Antoine ;
- L'accès no 3 « Rue du Faubourg-Saint-Antoine », également constitué d'un escalier fixe, se situant à l'ouest de la place Mireille-Havet, au droit du no 196 de la rue du Faubourg-Saint-Antoine.

Accès à la station
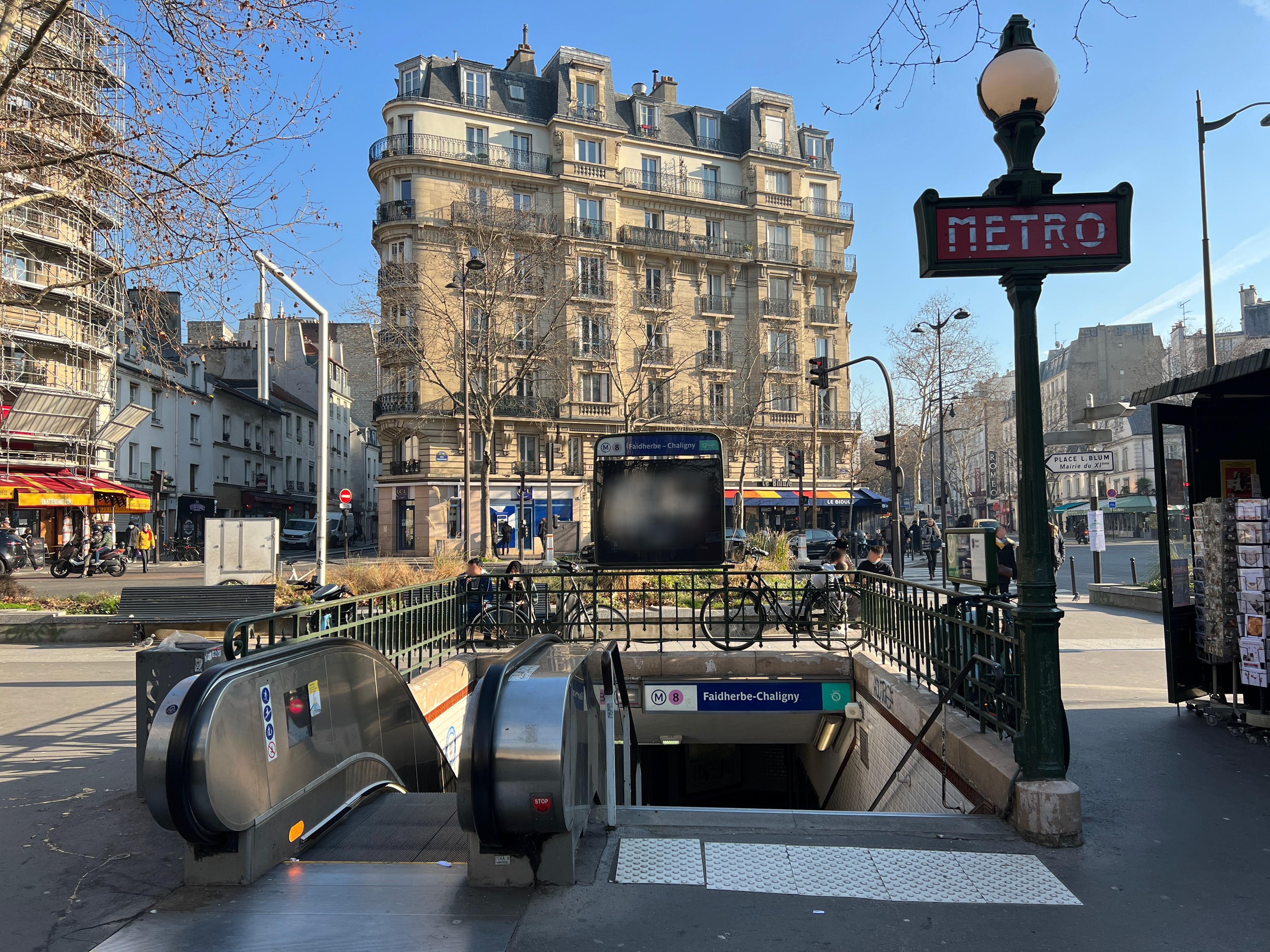
L'accès no 1 « Rue Faidherbe ».
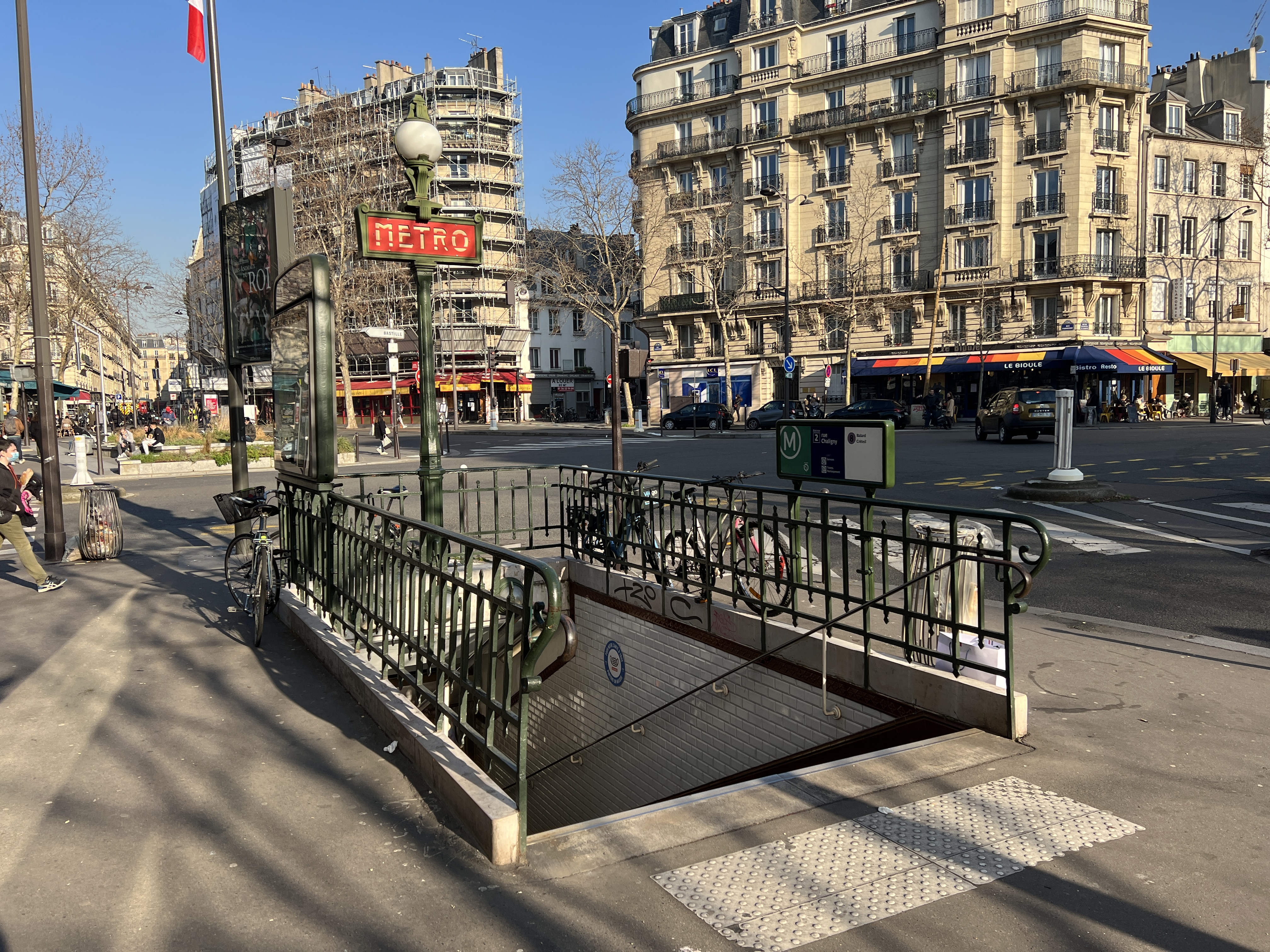
L'accès no 2 « Rue Chaligny ».
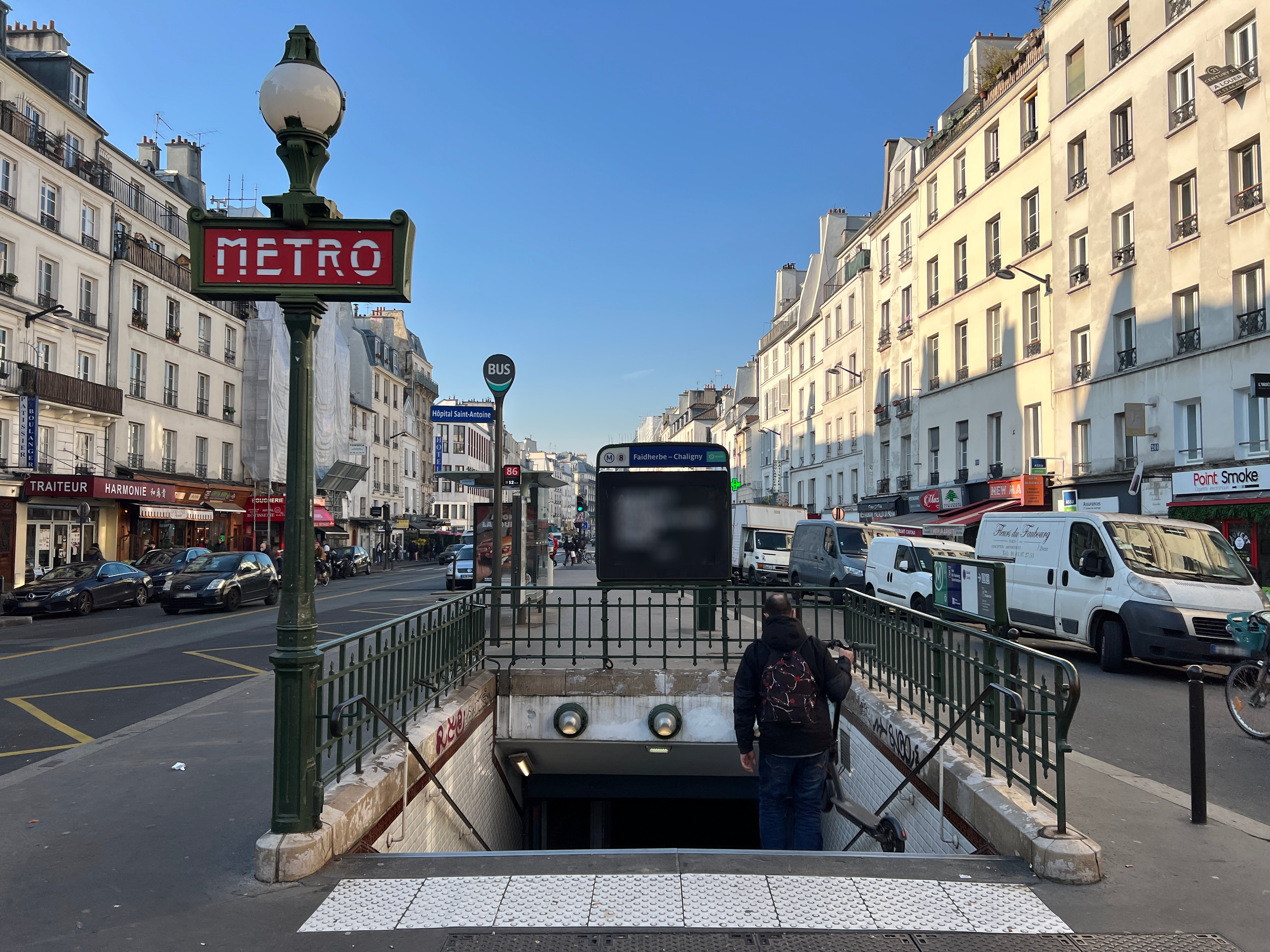
L'accès no 3 « Rue du Faubourg Saint-Antoine ».

### Quais
Faidherbe - Chaligny est une station de configuration standard pour le métro de Paris : elle possède deux quais, d'une longueur de 105 mètres, séparés par les voies du métro situées au centre et la voûte est elliptique. La décoration est du style utilisé pour la majorité des stations du métro : les bandeaux d'éclairage sont blancs et arrondis dans le style « Gaudin » du « Renouveau du métro » des années 2000, et les carreaux en céramique blancs biseautés recouvrent les pieds-droits, la voûte ainsi que les tympans. Les cadres publicitaires sont en faïence de couleur miel à motifs végétaux et le nom de la station est également incorporé dans la céramique murale, selon le style décoratif d'entre-deux-guerres de la CMP d'origine. Les sièges de style « Motte » sont de couleur orange.

Quais de la station
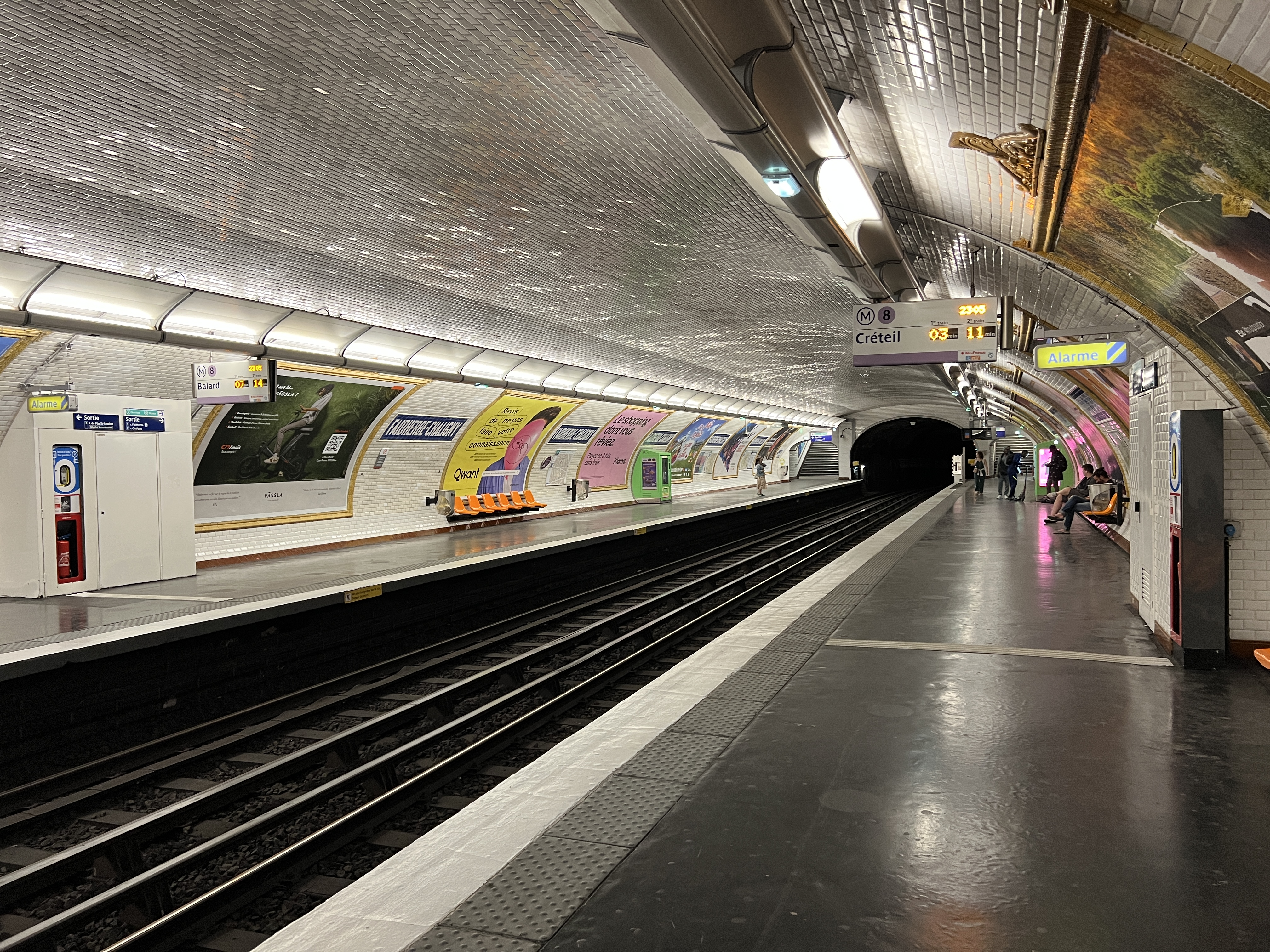
Les quais vus en direction de Pointe du Lac.
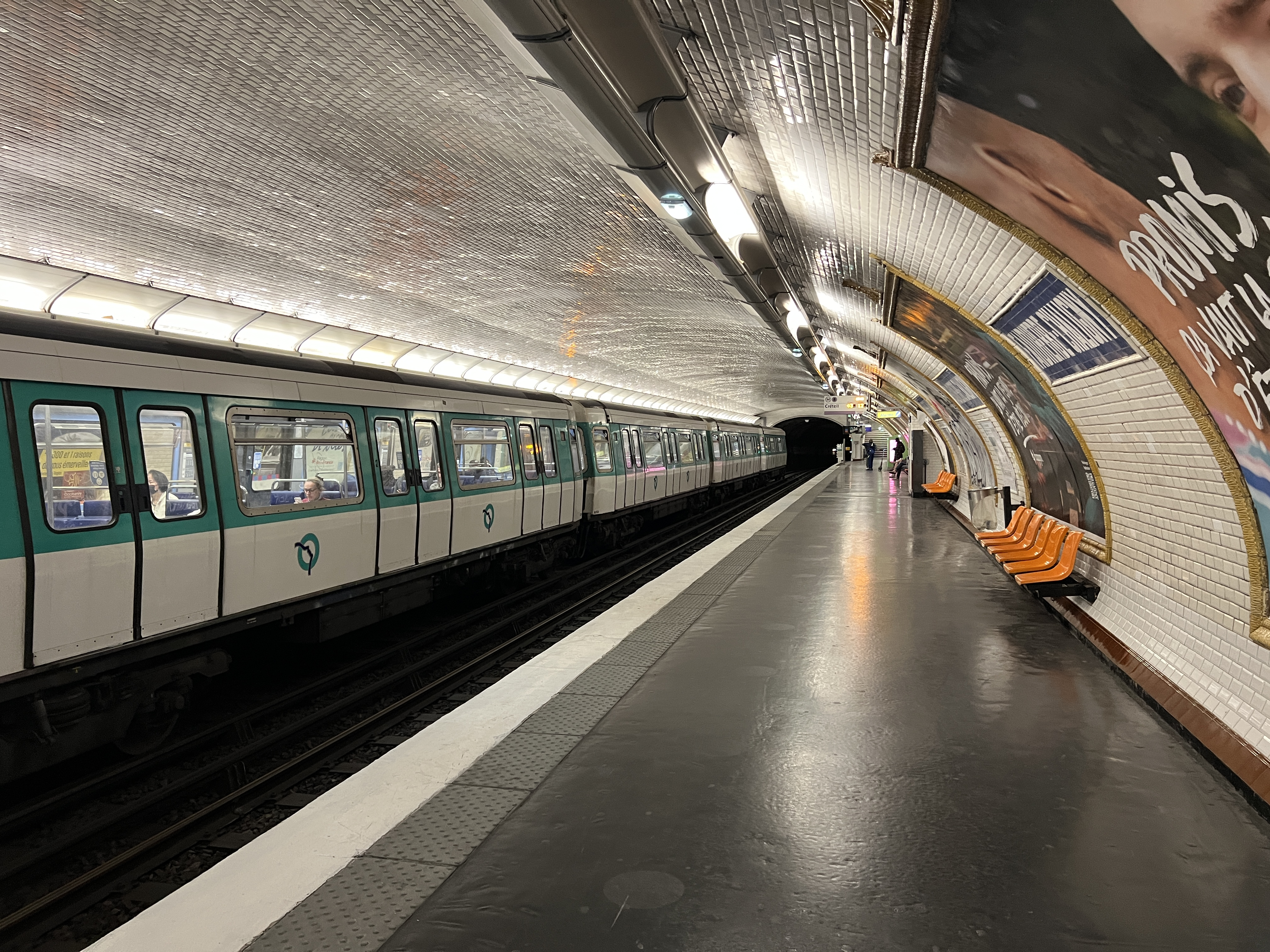
Rame MF 77 marquant l'arrêt en direction de Balard.
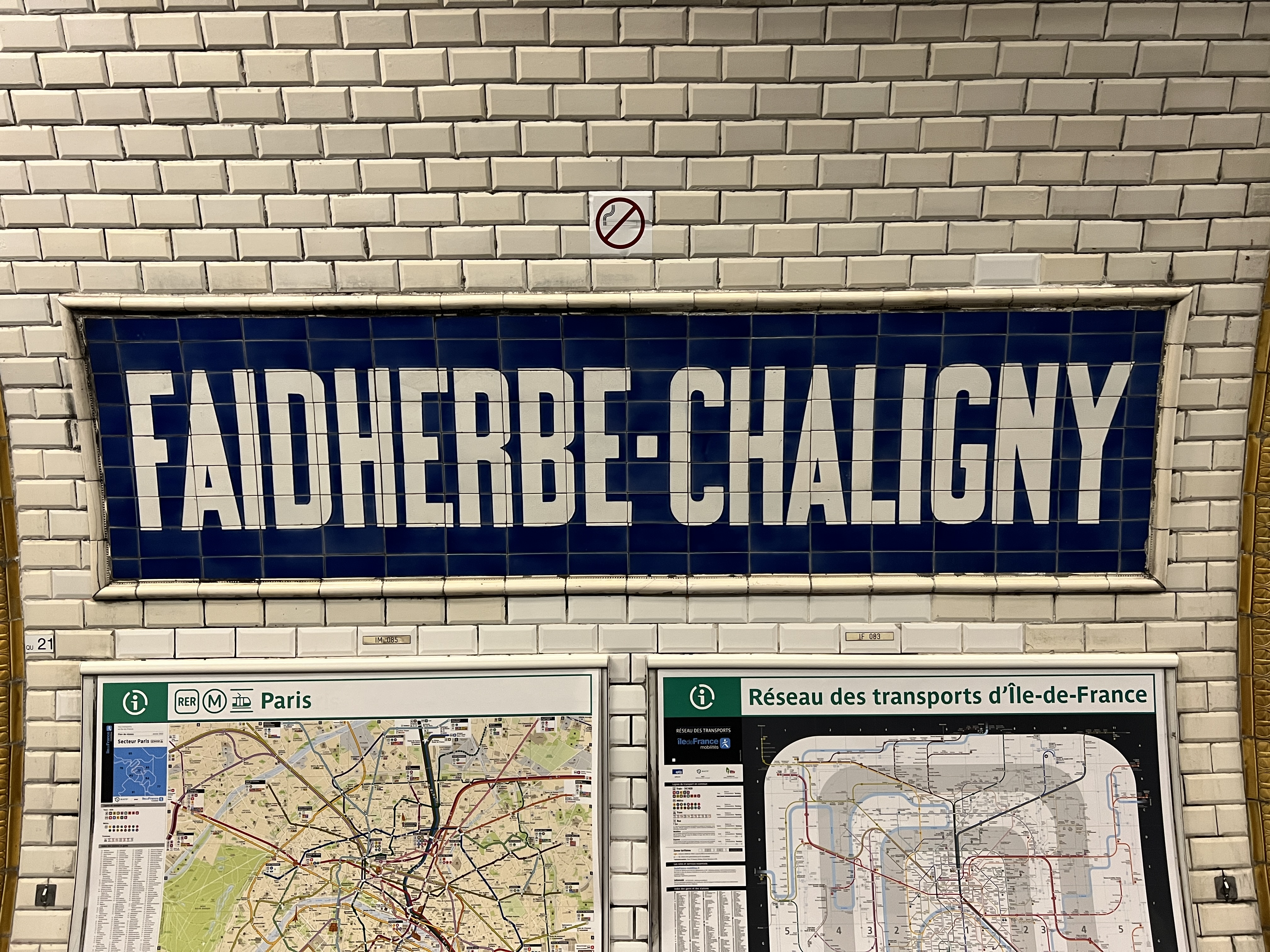
Faïence murale incorporant le nom de la station.

### Intermodalité
La station est desservie par les lignes 46 et 86 du réseau de bus RATP.

## À proximité
- Fontaine de la Petite-Halle
- Hôpital Saint-Antoine
- Jardin Martha-Desrumaux
- Square Léo-Ferré
- Square Louis-Majorelle
- Square Raoul-Nordling
- Jardin de la Folie-Titon
- Église luthérienne de Bon-Secours